# Кодбек-ан-Ко
Кодбек-ан-Ко (фр. Caudebec-en-Caux) — коммуна на севере Франции в департаменте Приморская Сена (регион Верхняя Нормандия). Жители называют свой город «жемчужиной долины Сены».

## География
Городское поселение расположено на правом берегу реки Сены, между Гавром и Руаном.
Ближайшим к коммуне мостом через Сену является Бротоннский мост.

### Маскаре
Расположенный в 40 километрах от устья Сены Кодбек-ан-Ко был известен до 1960 года своими приливными волнами, которые в этой местности называются «la barre». При определённом совпадении условий прилива, ветра и режима Сены, стремительно двигавшаяся приливная волна могла достигать высоты 2 метров. Известны случаи, когда волна смывала неосторожных зрителей, выходивших на городскую набережную. Однако после перестройки порта в Гавре и строительства плотин, это красочное явление почти исчезло.

## История

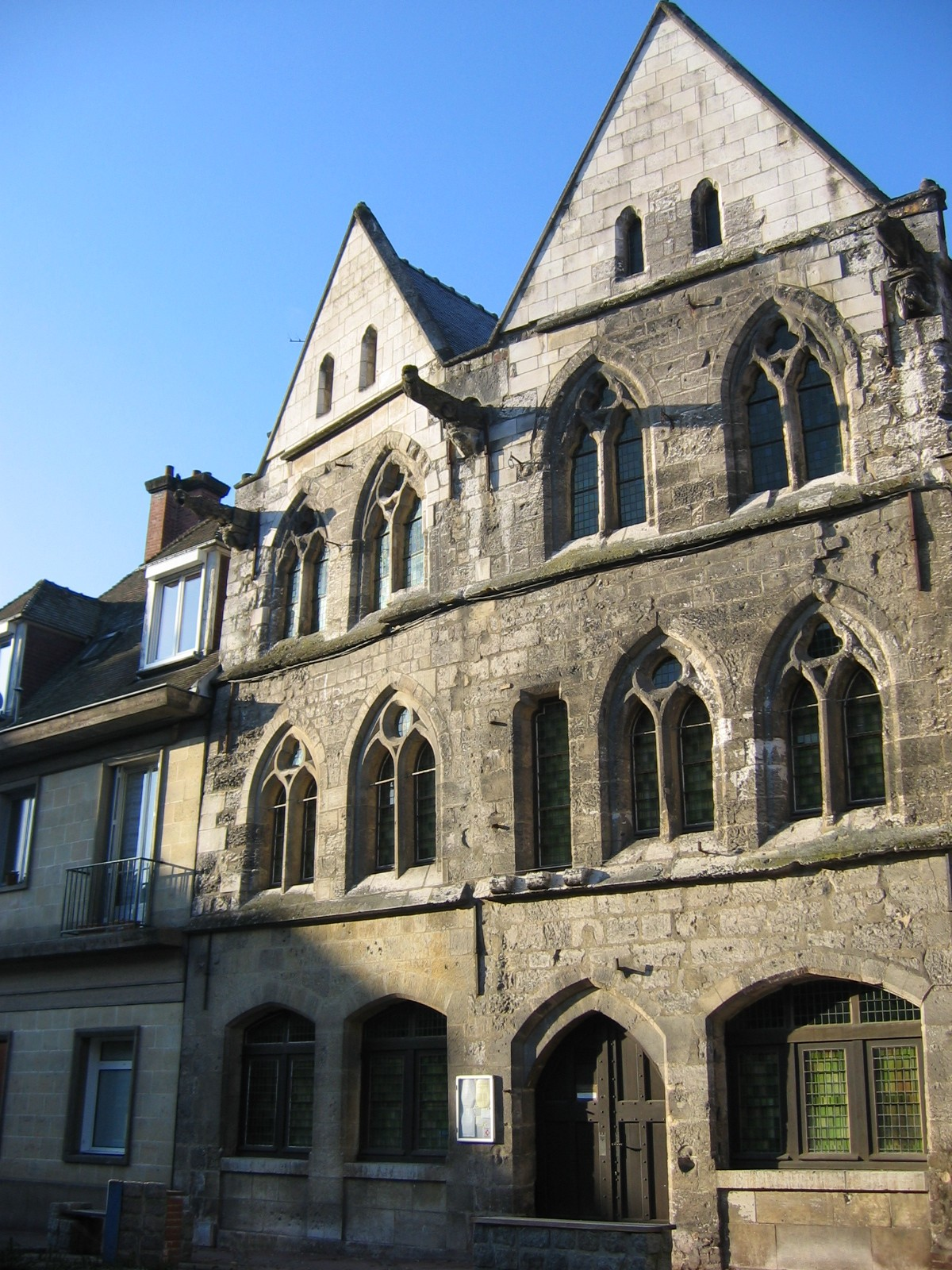
Дом храмовников, XII—XIII вв.

К западу от Кодбека, и частично на территории соседней коммуны Сент-Арну, находится поросший лесом высокий отрог, на котором в XIX веке были обнаружены остатки кельтского оппидума с площадью примерно 26 га. В нём имелось, предположительно, два входа — восточный и западный. В 1985 году была обнаружена античная дорога мощёная грубым и неоднородным кремнёвым камнем; по обеим сторонам дороги были канавы. По сравнению с ближними римскими дорогами, эта — более узкая и менее оборудованная. При раскопках также обнаружили галльские монеты и разнообразные украшения из бронзы. Раскопки 1984 года на месте старинных городских укреплений, позволили заявить о наличии укреплённой деревом галльской стены, которую описывал Юлий Цезарь. Таким образом, самые древние сооружения датированы галло-римской эпохой. Местный историк, аббат Коше, сообщал, что вся коллекция галльских монет и топориков Руанского археологического музея была найдена в этом оппидуме.
Чтобы поддержать соседнее Фонтенельское аббатство король Людовик XI подтвердил привилегии Кодбека своей грамотой в июле 1474 года.
В начале XX века здесь располагались мастерские компании Latham, где строили гидросамолёты.
9 июня 1940 года жители Кодбека, узнав о приближении немецких войск, устроили давку у речного парома, пытаясь быстрее переправиться на другой берег Сены. Узкие улочки города были переполнены машинами. Немцы бомбили Сену, пытаясь потопить паром, однако бомба взорвалась в самом Кодбеке. Пожар быстро распространился из-за большого скопления автомобилей. Город горел трое суток и объём разрушений составил 80 %.
В начале июля жители Кодбека начали возвращаться. Почти везде в городе возвели бараки и сборные домики, и жители приступили в восстановительным работам.
Послевоенное восстановление продолжалось вплоть до 1960 года.

## Достопримечательности
- Церковь Нотр-Дам (XV и XVI века, исторический памятник с 1840 года). Король Генрих IV назвал её «самой красивой капеллой королевства».
- Башня Арфлёр и Фашинная башня. Это наиболее полные остатки средневековых укреплений, строившихся начиная с 1378 года. Они являются примером типичных городских укреплений, возводившихся в эпоху массового распространения пушечной артиллерии.
- Здание, известное как «дом храмовников» (XII и XIII века), возможно потому что здесь располагался храм протестантов в эпоху движения Реформации. Здание избежало военных разрушений 1940 года, вероятно из-за своей каменной конструкции, а впоследствии оно находилось на попечении общественной организации. Это один из редких примеров нормандского особняка средневековой эпохи. Сейчас здесь находится небольшой музей местной истории и археологии (musée Biochet-Bréchot) где, помимо прочего, рассказывается история участия гидроплана «Latham-47» под управлением Рене Гильбо в экспедиции Амундсена в Баренцево море, а также меч викингов, найденный в Сене.
- Шато де Комон (действующая мэрия), конец XVIII века / начало XIX века. Имение сначала принадлежало Busquet de Caumont, затем до 1921 года находилось в собственности семьи Шандуазель. В 1956 году здание выкупили и разместили здесь мэрию. Трёхэтажное здание выполнено преимущественно из кирпича и покрыто вальмовой кровлей. При этом в составе множества элементов здания использован известняковый камень.
- Речной музей Сены представляет историю речного судоходства.
- Прежний монастырь ордена капуцинов (XVII век). Сейчас частная собственность. В 1630 году король Людовик XIII передал капуцинам «заброшенный карьер, где ничего не растёт», расположенный за городом у подножия горы Калиду. Монахи-капуцины боролись с эпидемиями чумы, которые свирепствовали на протяжении XVII века. Герцог де Лонгвиль основал часовню Сен-Луи, которую освятили в 1668 году. Во время Французской революции монастырь ликвидировали, но здания уцелели. В первой половине XIX века новый владелец восстановил здесь келью капуцина с полной обстановкой. Часовню разрушили в 1861 году, клуатр частично был разрушен в 1881 году. Оставшиеся здания перестроили в шато стиля неоренессанс.

### В пригородах
- Шато д’Этелан, XV век. Построено в смешанном стиле поздней готики и Ренессанса.
- Бротоннский мост.
- Мемориальный памятник «Latham-47».
- Фонтенельское аббатство.

## Кодбек-ан-Ко в искусстве
Поселение изображено на картине «Сена в Кодбек-ан-Ко» (1889 год) работы Эжена Будена, которая находится в коллекции Музея современного искусства Андре-Мальро в Гавре.